# Magnus Gustafsson Rutencrantz
Magnus Gustafsson Rutencrantz, adlad Magnus Rutencrantz till Hallkved, överstelöjtnant, född 1590-talet i Stockholm, död 1640 i Maria Magdalena församling, Stockholm, utomäktenskaplig son till Gustav av Sachsen-Engern-Westfalen och gift med Dorothea von Plönnies (född omkring 1616, död 5 mars 1639 i Stockholm). 

## Biografi
Rutencrantz föddes på 1590-talet i Stockholm. Han var son till hertig Gustav av Sachsen-Engern-Westfalen och Anna Lillie af Ökna. Rutencrantz tog sitt efternamn efter sachsiska vapnet. Han blev 1628 kvartermästare vid norrländska krigsfolket och senare kapten vid Hälsinge regemente. År 1631 var han överstelöjtnant vid nämnda regemente. Gustav II Adolf adlade honom för tapperhet i fält. Hela familjen blev tillfångatagen i Gartz, utplundrad på allt inklusive adelsbrevet. Rutencrantz dömdes till döden 1636 i Tyskland men fick nåd 1637 och flyttade 1639 till Sverige för att börja på nytt. Han insjuknade snart och dog. Rutencrantz avled 1640 i Stockholm och begravdes i Maria Magdalena kyrka.
Rutencrantz lämnade tre barn till förmyndare som försummade sitt ansvar och lät de gods han fått av fadern komma i främmande händer.
Han ägde gården Hallkved i Funbo socken som han 1629 sålde till överstelöjtnanten Axel Duwall.

### Familj
Rutencrantz var gift med Christina Månesköld af Seglinge. Hon var dotter till Christer Carlsson Månesköld och Brita Björnsdotter Bååt. De fick tillsammans sonen överstelöjtnanten Carl Rutencrantz (1639–1713) vid Jämtlands dragonregemente.
- Gustaf Rutencrantz född omkring 1630, död 1704.